# George Walker Bush
George Walker Bush (), ameriški politik, * 6. julij 1946, New Haven, Connecticut, ZDA.
George Bush je bil 43. predsednik Združenih držav. Njegov prvi mandat se je pričel 20. januarja 2001. V letih med 1995 in 2000 je bil guverner zvezne države Teksas. George Bush je sin nekdanjega predsednika Georga H. W. Busha, njegov brat pa je floridski guverner Jeb Bush.
Na predsedniških volitvah 2004 se je potegoval za svoj drugi mandat. Z 286 elektorskimi glasovi je premagal demokratskega kandidata Johna Kerryja, ki jih je zbral 252. Na predsedniškem položaju je tako ostal do leta 2009, ko ga je nasledil demokrat Barack Obama.

## Življenje

### Otroštvo
George W. Bush se je rodil staršema Georgeu in Barbari Bush. Svoje odraščanje je preživel v Midlandu in Houstonu v Teksasu. Ima še mlajše brate Jeba, Neila in Martina ter sestri Dorothy in Robin (umrla leta 1953 zaradi levkemije).

### Srednja šola
Ameriški predsednik George W. Bush je bil, medtem ko je med letoma 1961 in 1964 obiskoval srednjo šolo v Andoverju (Massachusetts), navijač in komisar tamkajšnje šolske lige stickball. Igra stickball se igra na podoben način kot bejzbol, le da je žogica pri tej igri veliko mehkejša.

### Univerza in služenje vojaškega roka
Podobno kot njegov oče je George Bush obiskoval Philipsovo akademijo v Andovru (od septembra 1961 do junija 1964) in Univerzo Yale (september 1964 do maj 1968). Po diplomi na Yalu, se je leta 1968 vpisal v Teksaško narodno zračno obrambo, kjer je služil med 1968 in 1973. Od leta 1972 je letel z letalom F-102 in je med služenjem dvakrat napredoval. Leta 1973 je dobil dovoljenje, da je lahko zaključil služenje šest mesecev pred rokom, ker se je želel vpisati na Univerzo Harvard. Ne glede na to se je, ko je vstopil v politiko, med časnikarji in nasprotniki začelo ugibati, če je sploh opravil vojaško služenje. Bush se je leta 1973 vpisal na Harvardsko poslovno šolo. Septembra 1976 so ga oglobili in aretirali policisti, ko je vozil pod vplivom alkohola. Novico o aretaciji so znova objavili pet dni pred predsedniškimi volitvami leta 2000.

### Odraslo obdobje
Bush se je poročil leta 1977 z Lauro Welch. Rodili sta se jima sestri dvojčici, Barbara in Jenna Bush, rojeni leta 1981. Leta 1986, v starosti 40-ih let je zapustil Episkopsko cerkev in postal metodist.

## Politična kariera
Bush je leta 1978 kandidiral za sedež v ameriškem predstavniškem domu, a je izgubil proti tekmecu Kentu Hance iz demokratskih vrst.
Svojo kariero je pričel leta 1979 v naftni industriji, ko je vzpostavil podjetje Arbusto Energy, družbo za raziskovanje nafte in bencina. Denar za to je dobil še iz svojega študentskega proračuna in od investitorjev. Leta kasneje je bil na ta račun kritiziran, ker je denar za to prispevala tudi Bin Ladnova družina. Naftna kriza leta istega leta je podjetje zlomila in Bush je svoje podjetje pod drugim imenom (Bush Exploration Co.) prodal leta 1979 družbi Spectrum 7, ki je tudi prihajala iz Teksasa. Skladno s pogoji prodaje, je Bush postal eden od glavnih v tej družbi. Zgodovina se je ponovila 1985-1986, ko je podjetje bankrotiralo zaradi še ene naftne krize. Podjetje je bilo kasneje ohranjeno, ko ga je kupila duržba Harken Energy. Bush je ostal direktor podjetja.
Po opravljenem sodelovanju v očetovi predsedniški kampanji leta 1988, mu je prijatelj William DeWitt ml. povedal, da namerava Eddie Chiles, še eden od Bushevih številnih prijateljev, prodati bejzbolsko moštvo Teksas Rangers. V aprilu 1989, je Bush zbral skupino investitorjev, ki so bili najožji prijatelji njegovega očeta, in so kupili 86 % tega moštva za 75 milijonov dolarjev (kasneje je Bush imenoval na mesto ambasadorja v Avstraliji ravno enega od teh prijateljev, Toma Schiefferja). Kritiki so ob tem izrazili zaskrbljenost o pravilnosti posla, ker naj bi ob tem uporabili politične vplive. Bush je vložil v projekt 606,302 dolarjev, kar 500,000 od teh dolarjev pa je bilo sposojenih v banki. Bush je vrnil denar tako, da je prodal 848,000 dolarjev vredne delnice podjetja Harken Energy. Analitiki so trdili, da gre za nepravilen posel, čeprav je Komisija za varnost in izmenjava leta 1992 zaključila preiskave in dejala, da v tem poslu ni bilo nič nedovoljenega. Analitiki so se strinjali tudi, da je na preiskavo vplival vpliv njegovega očeta, pa čeprav ni bilo glede tega ukrepano nič tudi v Clintonovem predsedništvu. Bush je v tistem času zaslužil 14.9 million dolarjev.
Do leta 1994 je deloval kot glavni zastopnik svoje ekipe, dokler ni bil izvoljen za guvernerja Teksasa. Leta 1998 je bil ponovno izbran in je postal prvi guverner, ki je bil dvakrat zaporedoma izvoljen. Med zakoni, ki jih je uvedel, je še posebej izstopala uvedba smrtne kazni. Med predsedovanjem je lastnoročno podpisal 152 smrtnih kazni.
Med Bushevo predsedniško kampanjo leta 2000, je napovedal mnoge ukrepe. Zavzemal se je za versko čaščenje boga, zmanjšanje davkov, uvedbo izobraževalnih bonov, podpiral je vrtanje nafte v Arktični pokrajini in preoblikovanje vojske. Kar se tiče zunanje politike, je izjavil da je proti vsakršnemu posredovanju ameriške vojske v t. i. »grajenju držav« po svetu...

## Kandidatura za predsednika

### Volitve 2000
Glej: Volitve predsednika Združenih držav Amerike 2000
Bush je postal predsednik leta 2001 kot zmagovalec enega najtesnejšega dvoboja v zgodovini ameriških volitev, ko je premagal kandidata Demokratske stranke Ala Gora v 30 od 50 zveznih držav za 5 elektorskih glasov. Gore je osvojil večino glasov celotnega prebivalstva za prib. 540.000 glasov. To so bile prve volitve od leta 1888, da je kandidat izgubil volitve, pa čeprav je osvojil več glasov od tekmeca. Volitve na Floridi, ki so odločale o celotni situaciji, so bile izredno izenačene. Bush je v tej državi zmagal za samo 0,1 %. Tarče kritikov so bili še posebej volilni avtomati, ki niso dovolili ponovne izbire in nekateri ljudje, še posebej pa Katherine Harris). Zadeva se je preselila tudi na sodišča. V decembru tega leta je Al Gore po odločitvi sodnikov o zmagi Busha priznal poraz.

### Volitve 2004
Glej: Volitve predsednika Združenih držav Amerike 2004
2. novembra 2004 so zopet potekale Predsedniške volitve v ZDA. Vse je kazalo, da bo dvoboj zelo neodločen. Američani so hiteli na volišča v rekordnem številu, kar se je poznalo tudi pri volilni udeležbi, ki je bila blizu 70 %. George Bush se je potegoval za še en mandat skupaj s sotekmecema Johnom Kerryem in Ralphom Naderjem. Končni rezultat volitev je pokazal, da bo v Beli hiši ostal George Bush, ki je dobil 286 elektorskih glasov, poraženec pa Kerry, ki je dobil 252 elektorskih glasov. Veliko nejasnosti je bilo v zvezni državi Ohio, ki je bila za oba kandidata zelo pomembna. Tu je Bush zmagal za dobre 3 odstotne točke. Najprej so po zmagi Busha v tej državi, demokrati napovedali štetje tako imenovanih provizijskih glasov, a so na koncu sklenili, da bodo priznali poraz. Kerry je imel govor dan po volitvah, eno uro pred zmagoslavnim govorom Georga Busha.

## Predsednik ZDA

### Zunanja politika
Medtem, ko se je Bush mudil na prvem predsedniškem obisku v Evropi, je doživel ostro nasprotovanje evropskih voditeljev njegovi zavrnitvi Kjotskega protokola, ki je namenjen predvsem zmanjšanju emisij ogljikovega dioksida, zaradi katerega se obeta ogretje ozračja. Pogodbo je bila že zavrnjena v ameriškem senatu, ker bi po njihovem mnenju samo uničevala gospodarstvo, ozračju pa ne bi pomagala. Novembra 2004 je Rusija tudi sprejela pogodbo in tako zadostila potrebnemu številu držav za izvajanje sporazuma. ZDA so tako ostale edina velika država, ki ni sprejela te pogodbe, pa čeprav je ZDA največja proizvajalka t. i. toplogrednih plinov.
Bushevo vsiljevanje carine na jeklo in na kanadski mehki les je bilo kontroverzno v luči njegovih prizadevanj za svobodni trg in je doživelo zavračanje tako njegovih konzervativnih somišljenikov kot tudi držav, ki jih je to prizadelo. Carina na jeklo je bila kasneje preklicana zaradi ogromnega pritiska s strani Svetovne trgovinske organizacije (WTO). 
Med predsedniško kampanjo se je Bush zavzemal za boljšo ekonomsko in politično povezovanje z Latinsko Ameriko, še posebno z Mehiko in za manjšo vpletenost v »demokratizacijo« držav ter manjših vojaških posegih. Kasneje je 11. september spremenil to politiko, saj se je poveljstvo veliko bolj vpletlo v zunanjo politiko Bližnjega vzhoda.
Kmalu po 11. septembru je ZDA napovedala vojno proti Afganistanu, da bi izgnala iz njega Talibane, ki so skrivali Osamo bin Ladna. Vojaška akcija je imela precej mednarodnih zaveznikov, tako da je talibanski režim kmalu po napadu propadel. ZDA je vodila demokratizacijo države skupaj z Organizacijo združenih narodov pod poveljstvom Hamida Karzaija. Izkazalo se je, da je ohranitev miru zelo težavna, saj Osame bin Ladna niso našli vse do leta 2011. Demokratične volitve so potekale 9. oktobra 2004 s slabo organizacijo in grožnjo bojkota volitev 15-ih kandidatov od vseh 18. Mednarodni opazovalci so volitve označili kot deloma demokratične v večini volišč.
14. decembra 2001 je Bush zavrgel dogovor o antibalističnih izstrelkih iz leta 1972, ki je bil vir jedrske stabilnosti med Sovjetsko zvezo in ZDA med Hladno vojno, češ da ni več pomemben. Kmalu je predlagal obrambni balistični sistem za prestrezanje sovražnih raket. Nameravani sistem je bil v marsičem kritiziran v znanstveni srenji. Rezultati prvih simulacij sistema so bile zelo različne, napovedovale so bodisi uspeh, bodisi poraz. Začetek gradnje ščita je bil v letu 2005. Obrambni sistem ne bo ustavil jedrskih raket in izstrelkov, ki bodo pripeljani z ladjami ali kopenskim vozilom. Veliko analitikov je že povedalo, da je ščit draga napaka, grajena za najmanj verjetni napad izstrelkov z jedrskimi konicami. Bush je poleg tega povečal tudi delež denarja razvoju vojske in modernizaciji orožja. Prekinil je razvoj topniškega sistema Crusader, a začel raziskave jedrskih izstrelkov za uničevanje bunkerjev.
V začetku leta 2002 je Bush naslovil na OZN pripombo glede razoroževalnih postopkov Iraka, ki je spomladi 2003 povzročila diplomatsko krizo. Najprej je zahteval, naj pošljejo v Irak inšpektorje, ki naj pregledajo za vsakršno jedrsko orožje, kar mu je tudi uspelo s sporazumom Varnostnega sveta 1441, s katerim so se v Irak odpravili inšpektorji pod vodstvom Hansa Blixa in Mohameda El-Baradeja. Spomladi 2003 je naraščajoči pritisk ZDA prisilil inšpektorje da so zapustili Irak ne da bi našli orožje za množično uničevanje. Busheva administracija je najprej hotela napisati novo resolucijo za Varnostni svet, a se je po ugotovitvi, da bi v primeru predloga večina glasovala proti, odločila, da resolucijo umakne. Amerika je tisti čas vedno bolj odkrito razmišljala o vojni. ZDA so začele zbirati države, ki bi podpirale vojno, na koncu se jih je nabralo okoli 40. Oklicali so jih za Koalicijo voljnih, a čeprav je bila večina med njimi majhnih držav, so bile vmes tudi velike države V. Britanija, Japonska, Španija in Poljska. Španija je po spremembi oblasti v letu 2004 umaknila vojake iz Iraka, Poljska pa v letu 2005.
Združene države so okupirale Irak marca 2003. Prvotni cilj vojne je bila ustavitev razvijanja orožja za množično uničevanje in zrušenje diktatorja Sadama Huseina. Vojna se je izkazala za zelo sporno, ker se je začela brez privolitve Varnostnega sveta. Vojni sta nasprotovali tudi Nemčija in Francija, medtem ko so po svetu potekale številne demonstracije civilnega prebivalstva, ki so nasprotovali vojni. Tudi generalni sekretar OZN Kofi Anan je trdil, da je vojna, ki jo povzročajo okupacijske sile v Iraku, nedovoljena.
Kljub padcu iraške vojaške armade so se težave okupatorjev povečale. Veliki problemi pri uvajanju demokracije po zahodnem vzoru, neuspešnemu iskanju Husseinovega orožja in pri prepričevanju ljudstva, zakaj je vojna sploh bila potrebna, so škodovale Bushevemu ugledu tako doma kot na tujem. Ne glede na to Bush še vedno verjame, da je bila vojna pravilna odločitev, saj je bil ob vojaškem posegu strmoglavljen iraški predsednik, ki je bil kasneje tudi ujet in usmrčen.
Julija 2002 je Bush odtegnil financiranje za Fundacijo Združenih Narodov za prebivalstvo (UNFA). Trdil je, da UNFPA podpira prisilne splave in sterilizacijo na Kitajskem. 
Na Bushevo zunanjo politiko je vplival tudi neokonzervativen Projekt za novo ameriško stoletje, ki ga sestavljajo strokovnjaki za raziskovanje in iskanje rešitev še posebej v tehnologiji, socialnih in političnih strategij ali oborožitvi (t. i. Think tank). Mnogi se strinjajo, da sta administracijo navdihovali tudi Fundacija za dediščino in Inštitut Cato, pa čeprav imata ti dve organizaciji zelo malo vpliva.